# Eugene W. Ridings

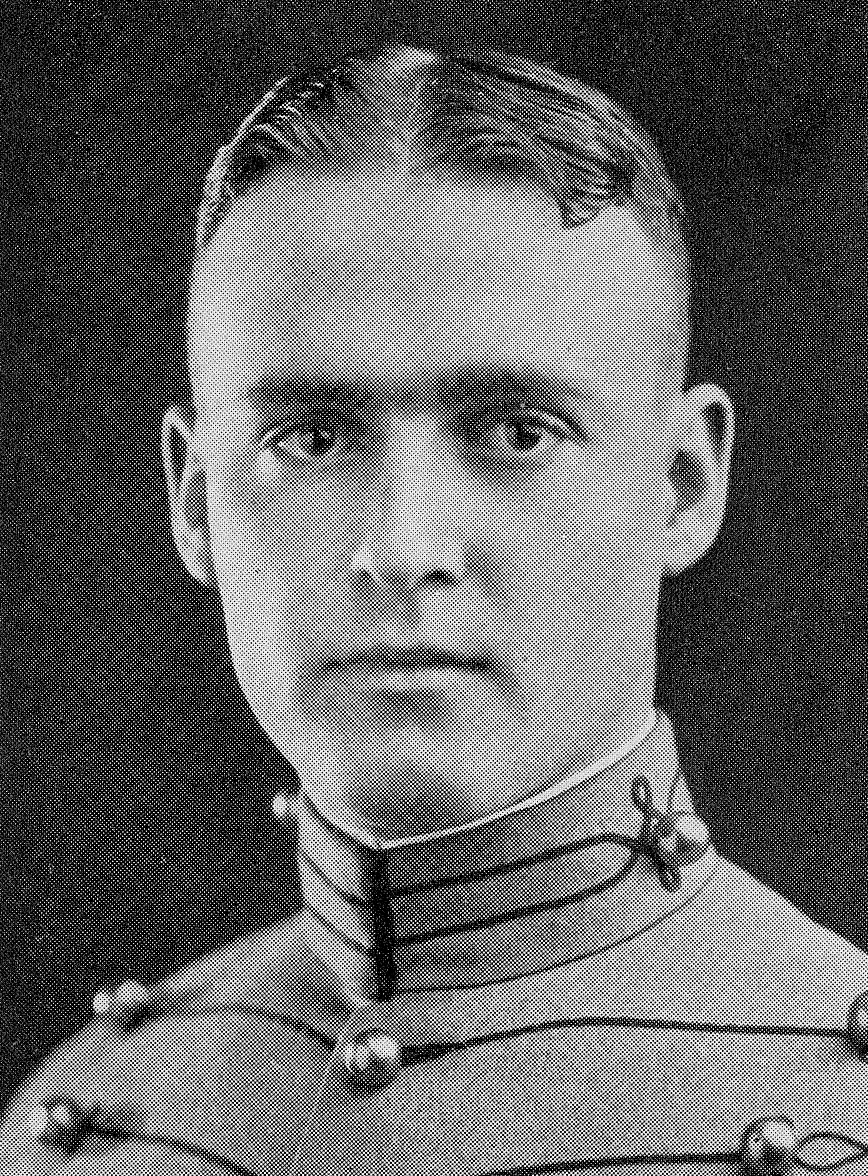
Eugene Ware Ridings (1923 in West Point)

Eugene Ware Ridings (* 9. Januar 1899 im Oklahoma-Territorium; † 27. November 1969 in San Francisco, Kalifornien) war ein Generalmajor der United States Army. Er war unter anderem Kommandeur der 3. Infanteriedivision.
Nach seiner Schulzeit diente Eugene Ridings während des Ersten Weltkriegs als einfacher Soldat beim Militär. Näheres hierzu ist nicht überliefert. In den Jahren 1921 bis 1925 durchlief er die United States Military Academy in West Point. Nach seiner Graduation wurde er als Leutnant in das Offizierskorps des US-Heeres aufgenommen. In der Armee durchlief er anschließend alle Offiziersränge vom Leutnant bis zum Zwei-Sterne-General.
In seinen jüngeren Jahren absolvierte er den für Offiziere in den niederen Rangstufen üblichen Dienst in unterschiedlichen Einheiten und Standorten. Dazu gehörten auch Aufgaben als Stabsoffizier in verschiedenen Hauptquartieren. Zwischen Juni 1940 und Juni 1942 war Ridings Mitglied der Stabsabteilung G3 (Operationen) im Kriegsministerium. In diese Zeit fiel der amerikanische Eintritt in den Zweiten Weltkrieg.
Nach seiner Zeit im Kriegsministerium wurde er zum Stab des VIII. Korps versetzt, wo er bis zum Dezember 1942 ebenfalls der Stabsabteilung G3 angehörte. Das Korps war damals noch nicht aktiv am Kriegsgeschehen beteiligt. In den folgenden Jahren war Ridings auf dem pazifischen Kriegsschauplatz eingesetzt, wo er in den Jahren 1942 bis 1944 der Stabsabteilung G3 des XIV. Korp angehörte. Zwischen Januar 1944 und Dezember 1945 war er dann Stabsoffizier bei der 23. Infanteriedivision die auch unter dem Namen Americal Division (für American, New Caledonian Division) bekannt ist. Die Division war unter anderem an der Rückeroberung der Philippinen beteiligt.
Zwischen März 1946 und Mai 1947 war Ridings amerikanischer Militärattaché in Brasilien. Danach gehörte er bis zum Dezember 1948 der Stabsabteilung G2 (Nachrichtendienste) des Heeresministeriums an, wo er mit Ausbildungsaufgaben befasst war. Es folgten Generalstabsaufgaben bei der US Army Pacific in Hawaii und der 9. Infanteriedivision. Von 1951 bis 1953 gehörte er dem Stab der 31. Infanteriedivision an. Danach war er ab Mai bis Oktober 1953 Kommandeur der 3. Infanteriedivision, mit der er im Koreakrieg eingesetzt war. Anschließend leitete er bis zum Jahr 1954 die amerikanische Militärberatergruppe für Südkorea.
In den Jahren 1954 bis 1956 gehörte Eugene Ridings dem Stab der Army Field Forces an, ehe er das Amt des stellvertretenden Generalinspekteurs der US-Armee (Deputy Inspector-General US Army) übernahm, das er bis zu seiner Pensionierung Anfang 1958 bekleidete.
Der mit Vera Ridings (1899–1962) verheiratete Offizier verstarb am 27. November 1969 an Herzproblemen und wurde auf dem Golden Gate National Cemetery in San Bruno in Kalifornien beigesetzt.

## Orden und Auszeichnungen
Eugene Ridings erhielt im Lauf seiner militärischen Laufbahn unter anderem folgende Auszeichnungen:
- Army Distinguished Service Medal
- Silver Star
- Bronze Star
- Legion of Merit
- Army Commendation Medal